# Xã North Benton, Quận Dallas, Missouri
Xã North Benton (tiếng Anh: North Benton Township) là một xã thuộc quận Dallas, tiểu bang Missouri, Hoa Kỳ. Năm 2010, dân số của xã này là 4.113 người.